# Neotypus sinister
Neotypus sinister är en stekelart som beskrevs av Meyer 1930. Neotypus sinister ingår i släktet Neotypus och familjen brokparasitsteklar. Inga underarter finns listade i Catalogue of Life.